# Fürberg (Bayerischer Wald)
Der Fürberg ist ein 880 m ü. NHN hoher Berg im vorderen Bayerischen Wald in der Gemeinde Kirchberg im Wald.
Am Gipfel befindet sich der Plattenstein, eine interessante Felsformation mit Gipfelkreuz und Ausblick nach Süden zum höheren Brotjacklriegel. Ein Stück weiter unten steht die Fürbergkapelle, welche über einen Kreuzweg von Untermitterdorf erreicht werden kann. Der Fürberg lässt sich auf mehreren Wanderwegen in kurzer Zeit besteigen, Ausgangspunkte sind die kleinen Ortschaften Raindorf, Untermitterdorf oder Berneck.